# Teriomorfismo

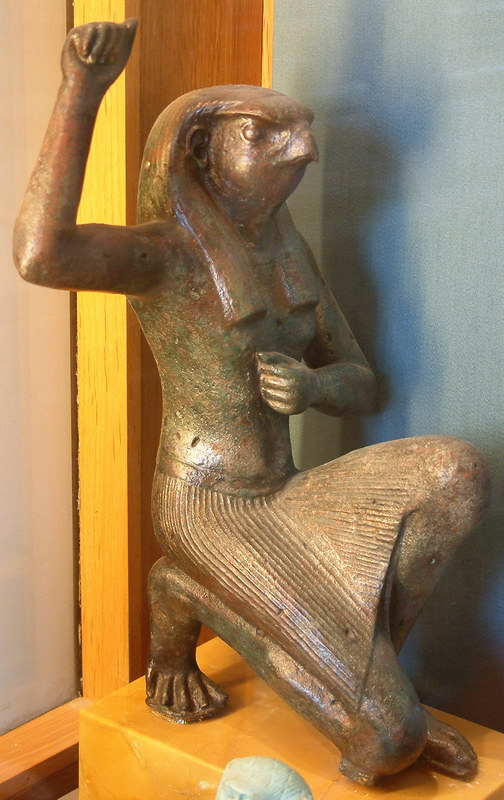
Raffigurazione teriomorfica del dio egizio Horus in forma di uomo con testa di falco.

Il teriomorfismo (dagli etimi greci Θηριον (thēr, thērós), "bestia feroce", e μορφή (morphē), "forma") è la concezione della divinità che ha aspetto (forma) di animale.
Tratti più o meno pronunciati di teriomorfismo si riscontrano in varie religioni: non è tuttavia sempre facile determinare, nei singoli casi, se si tratti della venerazione per alcune specie di animali, considerate sacre nella loro totalità, o per singoli animali di una determinata specie, ritenuti per particolari ragioni manifestazioni di una divinità.
In genere la presenza di una divinità concepita come animale comporta che gli animali di quella specie vengano rispettati: così nell'antico Egitto, dove era venerata la dea-gatta Bastet, esisteva il divieto di uccidere gatti; tuttavia, sempre in Egitto, l'esistenza di divinità in forma bovina e il culto dei tori (come Api), ritenuti incarnazione della divinità, non escludevano dalla macellazione e dall'alimentazione umana i bovini stessi.
In vari casi si riscontra la tendenza a eliminare, in tutto o in parte, gli elementi animaleschi dalla rappresentazione delle divinità, a vantaggio della rappresentazione in forma umana. In tal caso si parla più propriamente di teriocefalia (dal greco thēr / thērós, Θηριον, "bestia feroce" e kephalé, κἐφαλος, "testa") o teriantropia (dal greco thēr / thērós, Θηριον, "bestia feroce" e anthrōpos, ανθρωπος, "uomo"). Così nella religione egiziana la dea Hathor può essere rappresentata da una vacca o da una donna con la testa di vacca; nella religione greca tale tendenza è spinta più oltre, e, ad esempio, il dio fluviale Acheloo, che originariamente aveva l'aspetto di un toro, ben presto fu rappresentato in aspetto umano con le sole corna; si assiste anzi al fenomeno per cui la divinità assume figura completamente umana, mentre l'animale che originariamente la rappresentava diventa semplicemente il suo simbolo o il suo animale sacro. Tale è il caso di Atena e della civetta.
Nell'induismo tuttavia si scorge piuttosto il fenomeno contrario: mentre le divinità vediche hanno tratti spiccatamente antropomorfici, in epoca successiva appaiono dei di aspetto animalesco, come il dio elefante (o a testa di elefante) Ganeśa. Si ritiene che ciò sia dovuto all'influsso del sostrato preario, in quanto la civiltà dell'Indo conosceva raffigurazioni di divinità con testa d'animale.

## Etimologia
Il termine "teriomorfismo" deriva da due etimi della lingua greca: Θηριον (thēr, thērós), "bestia feroce", e μορφή (morphē), "forma". Compare nella saggistica anglosassone già alla fine del XIX secolo, figurando nell'ed. dell'anno 1886 dell'Encyclopædia Britannica e diventa d'uso comune in ambito antropologico al principio del XX secolo anche nelle altre lingue europee.

## Origini
La prima raffigurazione teriomorfica ad oggi rinvenuta si trova nelle pitture rupestri della grotta di Trois-Frères a Montesquieu-Avantès (Francia): vi figurano una creatura ibrida uomo-bisonte ed il c.d. "Stregone", un ibrido uomo-cervo (forse uno sciamano in trance) che potrebbe essere antesignano del posteriore Dio cornuto.

## Mitologia
Verso la fine della II dinastia apparvero in Egitto le prime rappresentazioni di divinità ibride combinanti elementi umani e animali: es. Anubi.